# Acropogon bosseri
Acropogon bosseri är en malvaväxtart som beskrevs av Philippe Morat och Chalopin. Acropogon bosseri ingår i släktet Acropogon och familjen malvaväxter. Inga underarter finns listade i Catalogue of Life.